# Sean Quinn
Sean Quinn (ur. 10 maja 2000 w Los Angeles) – amerykański kolarz szosowy.

## Osiągnięcia
Opracowano na podstawie:
2017
- 1. miejsce w klasyfikacji młodzieżowej Tour du Pays de Vaud

2018
- 3. miejsce w mistrzostwach Stanów Zjednoczonych juniorów (start wspólny)

2021
- 1. miejsce w Classica da Arrabida
- 1. miejsce w klasyfikacji młodzieżowej Volta ao Algarve

2023
- 1. miejsce na 2. etapie Settimana Internazionale di Coppi e Bartali

## Rankingi
| Rok              | 2019  | 2020  | 2021 | 2022 | 2023 | 2024 |
| ---------------- | ----- | ----- | ---- | ---- | ---- | ---- |
| World Ranking    | 2105. | 1690. | 521. | 587. | 561. | -    |
| UCI America Tour | 320.  | 158.  | 53.  | 51.  | 51.  | 54.  |
|                  |       |       |      |      |      |      |
| Źródło: UCI      |       |       |      |      |      |      |